# Plumlov

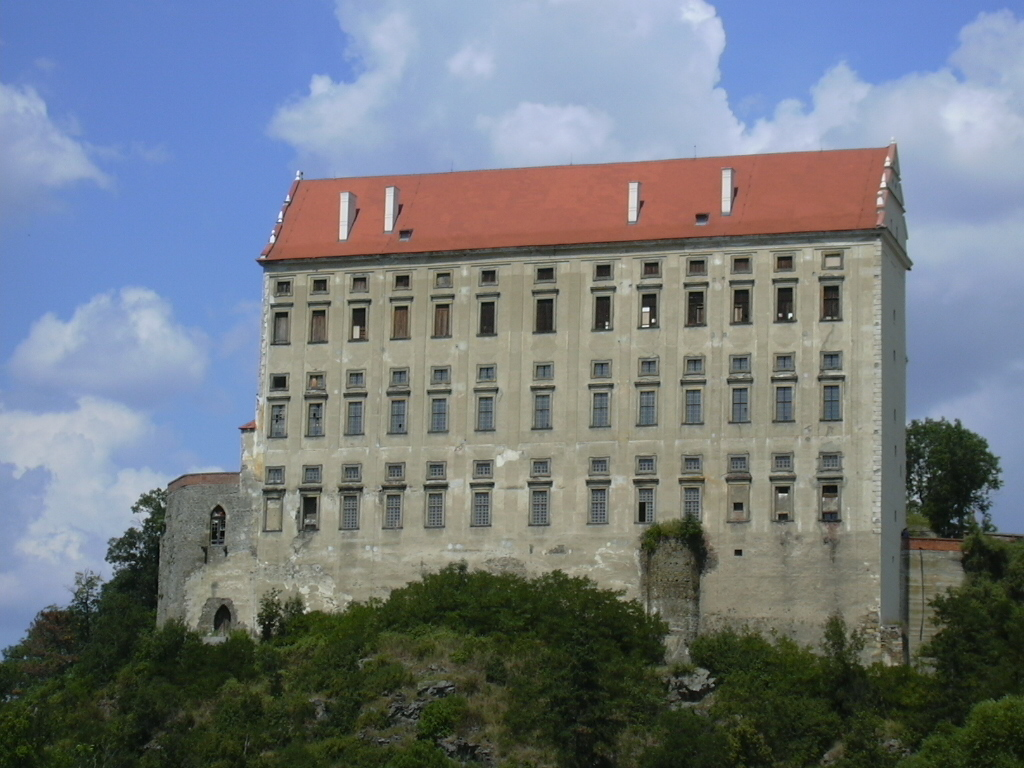
Pałac Plumlov fotografowany z kempingu Žralok

Plumlov – miasto w Czechach, w kraju ołomunieckim. Leży na historycznych Morawach. Według danych z 31 grudnia 2003 powierzchnia miasta wynosiła 1 152 ha, a liczba jego mieszkańców 2 384 osób.
Najdawniejsze prawa miejskie otrzymał prawdopodobnie w 1348, ponownie w 2000 r.

## ZamekipałacPlumlov
Pałac Plumlov został wybudowany w latach 1680–1688 przez księcia Jana Adama Ondřeja z Liechtensteinu w miejscu, gdzie poprzednio stał zamek i renesansowy pałac, z którego zachowały się jedynie pozostałości murów. Początkowo był planowany jako budowla czteroskrzydłowa, jednak zrealizowano tylko plany budowy jednego skrzydła, a i ono nie zostało ukończone. Wymiary budynku: wysokość: 42m, długość: 61m, szerokość: 16m.

## Demografia
| Rok             | 1970  | 1980  | 1991  | 2001  | 2003  |
| --------------- | ----- | ----- | ----- | ----- | ----- |
| Liczba ludności | 2 452 | 2 567 | 2 300 | 2 268 | 2 384 |

Źródło: Czeski Urząd Statystyczny

## Flaga i herb
Flagę i herb miasta zaprojektował w 2000 r. czeski heraldyk Jiří Louda w oparciu o pieczęć miejską z 1602 r..